# Cerro El Roble
El cerro El Roble es una montaña ubicada en el límite entre las regiones de Valparaíso y Metropolitana. Con una altitud de 2222 m s. n. m., según el Instituto Geográfico Militar, es la cuarta cumbre más alta de la cordillera de la Costa Central, entre el río Petorca y el río Biobío, siendo antecedida por el Morro Chache (2338 m s. n. m.), el Altos de Cantillana (2281 m s. n. m.) y el cerro Picorete (2277 m s. n. m.).

## Toponimia
El cerro El Roble debe su nombre a los bosques de robles que se encuentran en sus faldas. A sus pies, por su cara este, se encuentra el pueblo de Caleu y, por la cara noroeste, el Parque Nacional La Campana. Una proporción considerable de su área forma parte integrante de dicho parque.

## Caleu
La vertiente sur del cerro cobija el antiguo pueblo de Caleu (mapudungún Ca- Leufu "Otro Río"  ), que ya era habitado por comunidades picunches en la época prehispánica. Durante la colonia, Caleu se encontraba sobre la ruta que unía Santiago y Valparaíso y fue escenario de una significativa actividad minera centrada en la extracción de oro. Tras el triunfo patriota en la batalla de Maipú, que consolidó la independencia de Chile, Caleu sirvió de refugio para algunas tropas realistas. Hoy es un tranquilo pueblo campesino, de arquitectura y costumbres tradicionales, que sirve de punto de partida perfecto para la agradable excursión al Roble.

## Rutas de ascenso
Mirador del Pacífico y de los Andes, el Cerro El Roble abordado desde Caleu depara una grata excursión, entre bosques y arroyuelos, hasta su cima, y otra al pasado, visitando minas abandonadas, antiguos lavaderos de oro y reductos arqueológicos.
El cerro El Roble tiene varias rutas de ascenso, siendo las más concurridas la de Caleu (1 día) y la ruta que viene desde la quebrada de Alvarado (2 días), que corresponde a una ruta más larga pues previamente hay que ascender a su hermano menor: Puntilla Imán (2035 m s. n. m.), que se encuentra al sur de la cumbre de El Roble.

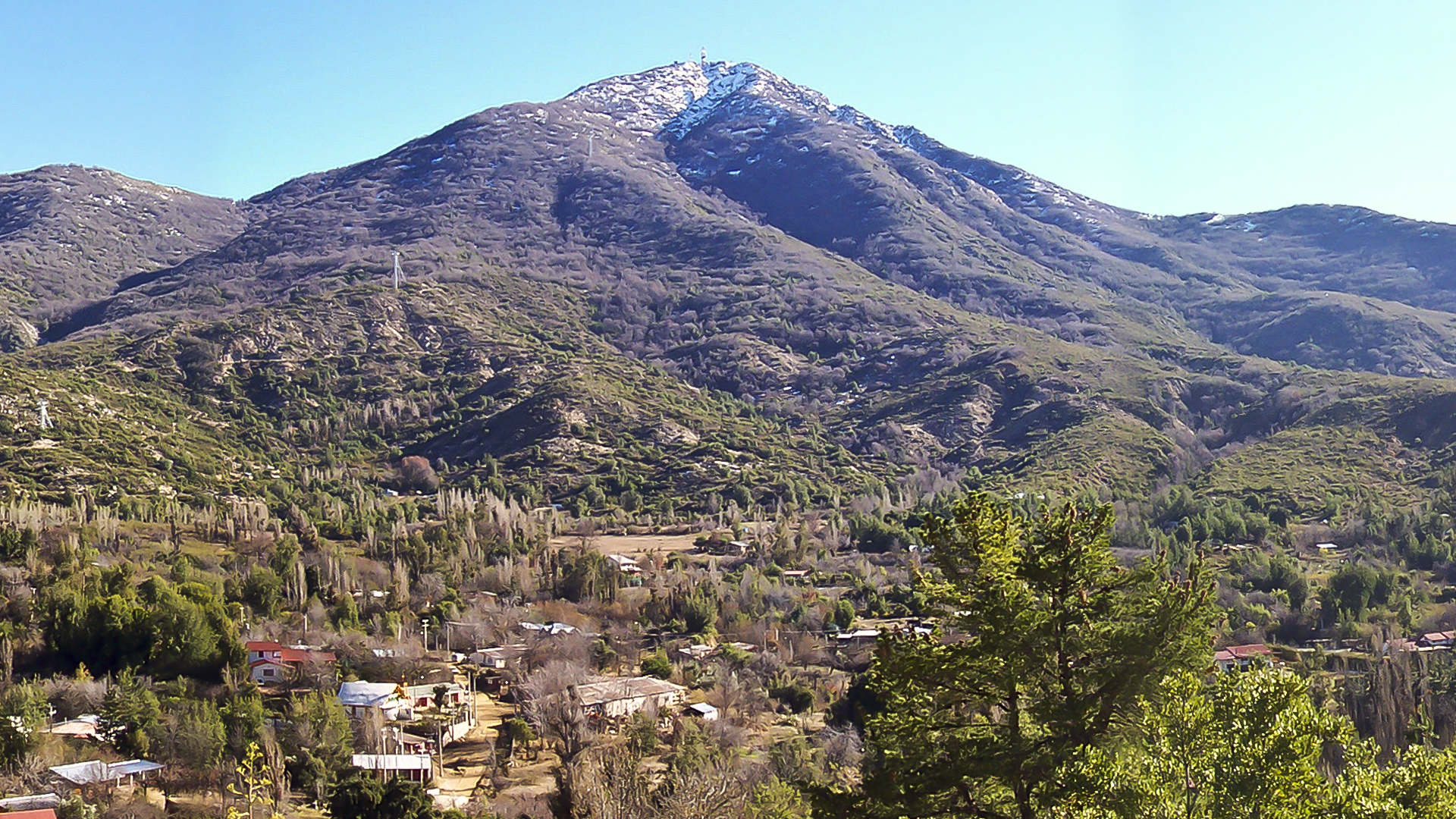
Vista del cerro desde el poblado de Caleu.
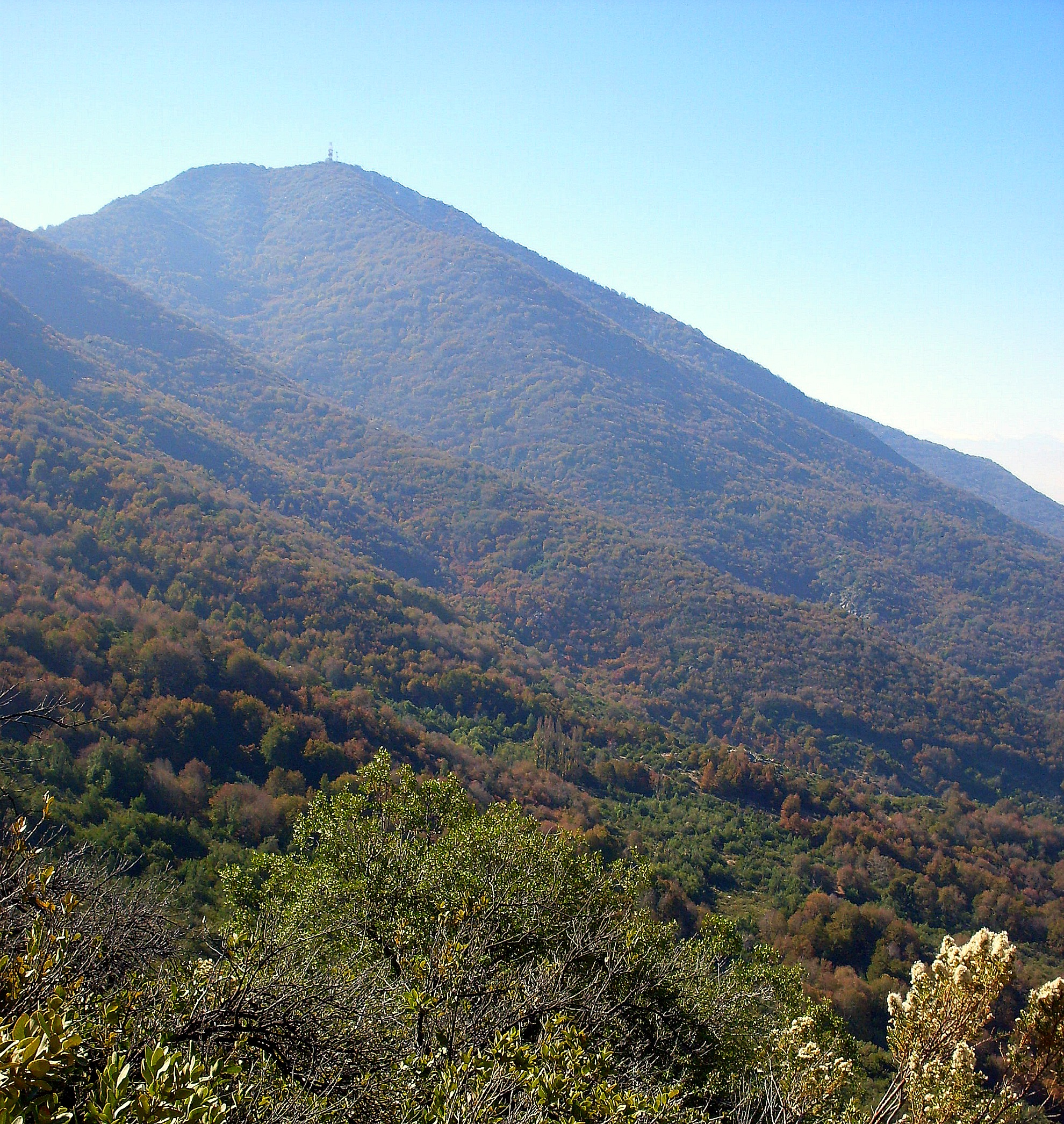
Mirando hacia la cima desde el camino de acceso por Caleu.
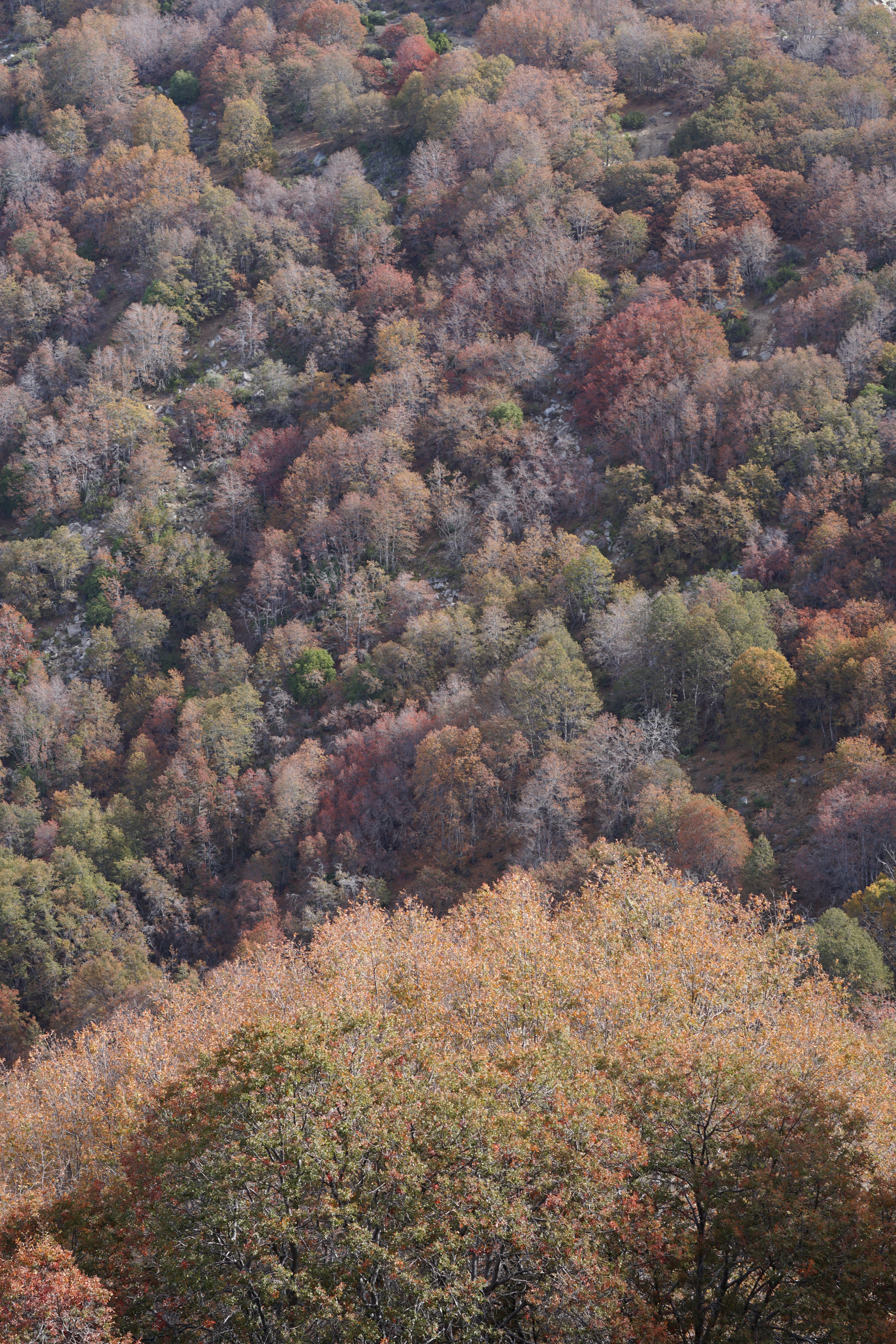
Bosque de Nothofagus macrocarpa en otoño-invierno, vistos durante el ascenso a la cima.
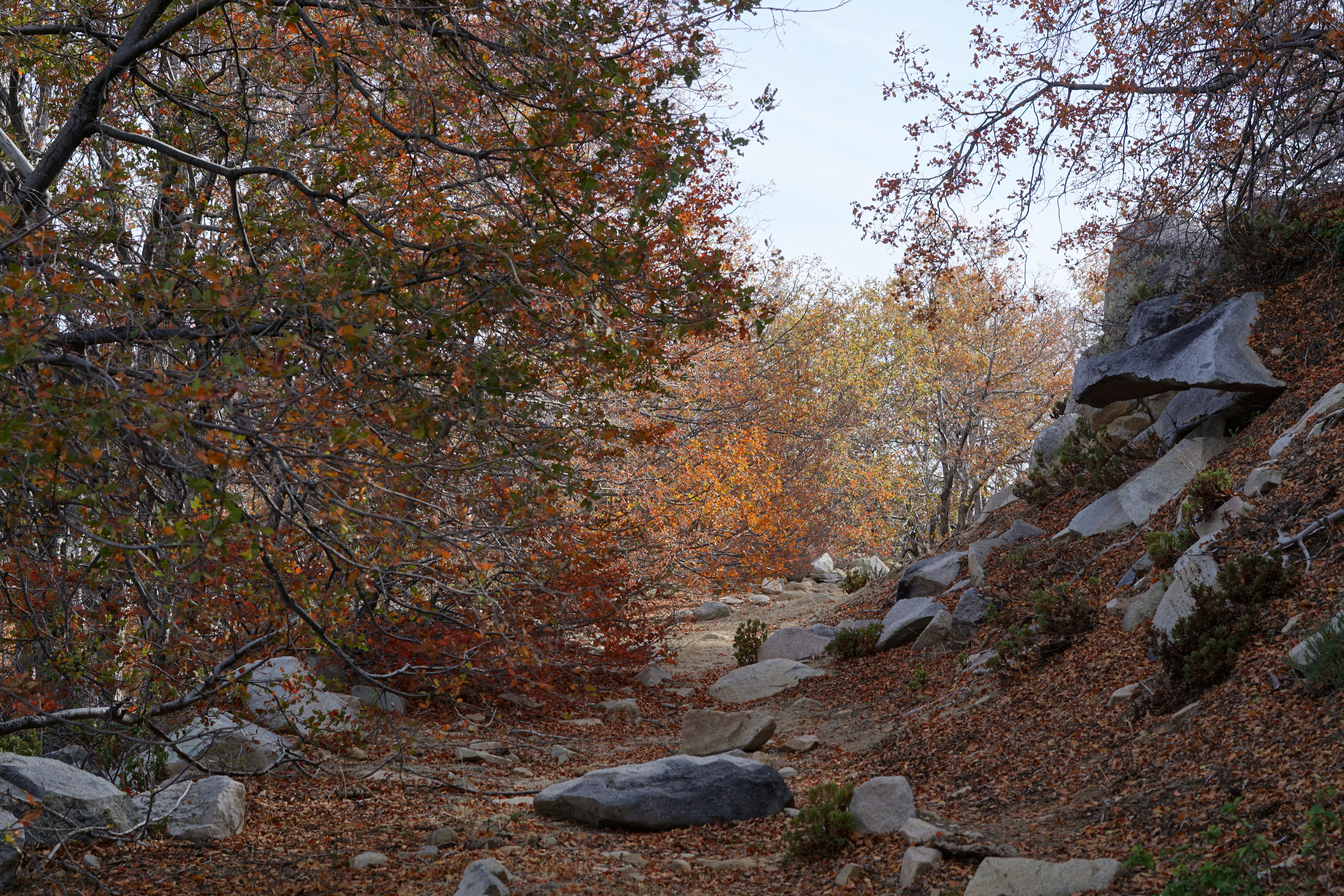
Visión al interior del bosque de Nothofagus macrocarpa.

### Cima
En su cima se ubica el observatorio de la Universidad de Chile. Hasta 1992 existía en su cumbre una antena repetidora de Televisión Nacional de Chile. Desde la cumbre se tiene una completa vista de los valles del Aconcagua, Til Til y Olmué, destacando hacia el Este los cerros Aconcagua, Juncal, El Plomo, Bismarck, así como hacia la costa La Campana y Las Vizcachas.

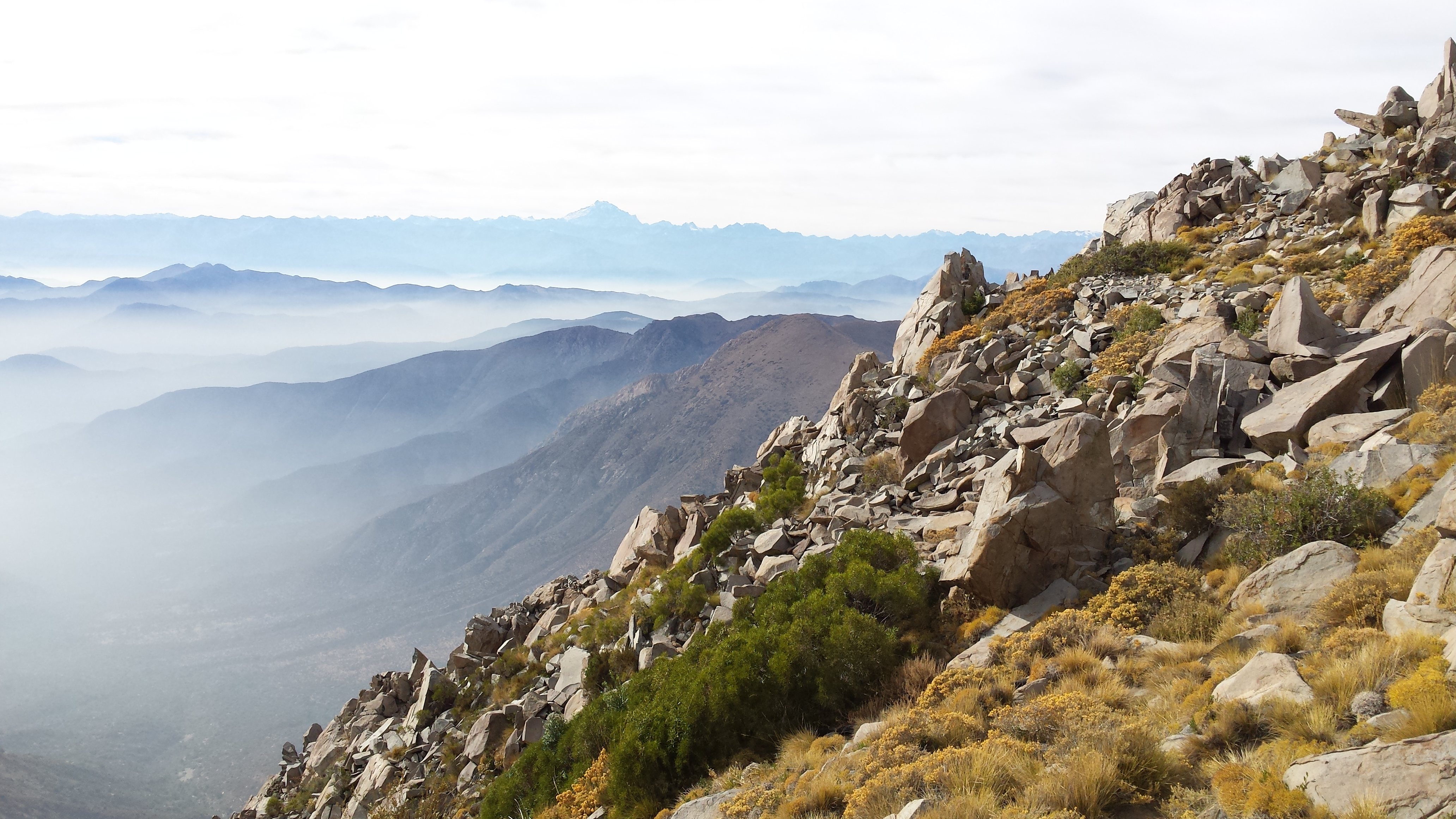
Vista al Monte Aconcagua desde la cima.
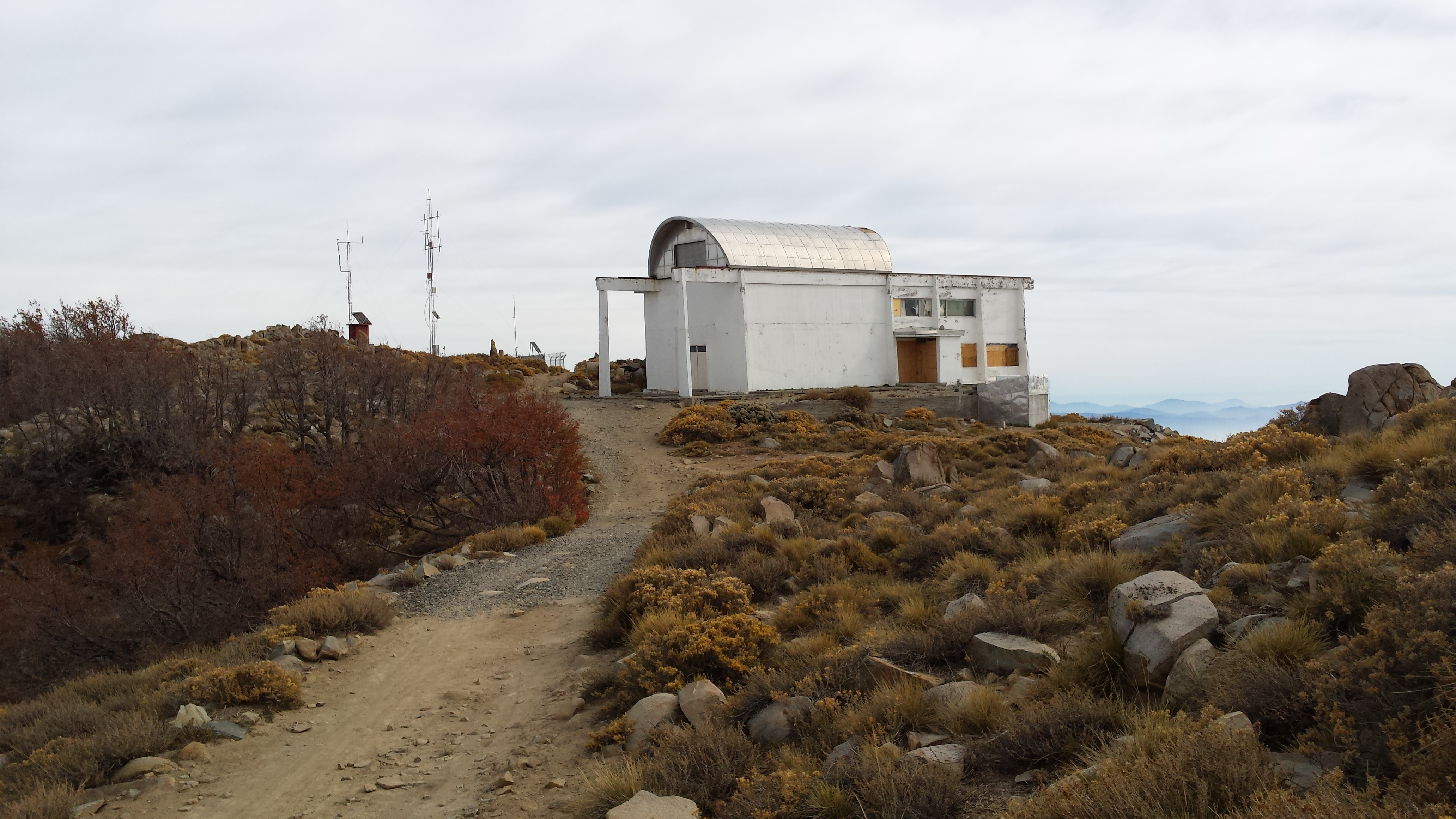
Observatorio astronómico.

### Observatorio astronómico
Una estación del Observatorio Astronómico Nacional,
la Estación Astronómica de Cerro El Roble, también conocida como Observatorio Cerro El Roble, localizado en 32°58′34″S 71°00′53″O / -32.9762, -71.0148. Los edificios del Observatorio están a 2200 m y aproximadamente 63 km al noroeste de Santiago. Fue construida por la Universidad de Chile en 1967 para albergar un Telescopio Maksutov (AZT-16) de 70 cm de apertura provisto por la Unión Soviética, el cual comenzó operar en 1968. El telescopio fue operado por el Departamento de Astronomía de la Facultad de Ciencias Físicas y Matemáticas de la Universidad de Chile hasta los años 1990 para diversas investigaciones astrométricas y para la observación de supernovas. En 2013 una delegación de científicos rusos ha propuesto reanudar las actividades y revivir convenios y proyectos de investigación en la línea de los que en 1973 debieron interrumpirse por razones políticas
Varios asteroides fueron descubiertos desde este Observatorio, como el Colocolo, Caupolican, Galvarino y Guacolda.

### Otros deportes
Variados deportes se practican en este cerro como Mountain bike.

### Cierre
Debido a la basura y los daños que causaban los visitantes La Asociación de Comuneros La Capilla de Caleu dicidieron cerrar el acceso al cerro para centrarse en la conservación del lugar.

## Referencia y notas de pie
1. ↑  Hogan, 2008.
2. 1 2  Cerro El Roble - Andeshandbook
3. ↑  Guía para subir el Cerro El Roble, desde Caleu Archivado el 16 de noviembre de 2011 en Wayback Machine.
4. ↑  «Historia del Observatorio Astronómico Nacional». Observatorio Astronómico Nacional. Archivado desde el original el 9 de marzo de 2012. Consultado el 7 de febrero de 2012.
5. 1 2  Duerbeck, H. W. (2003). «National and international astronomical activities in Chile 1849--2002». Interplay of Periodic 292: 3. Bibcode:2003ASPC..292....3D.
6. ↑  Royal Astronomical Society. 1985. The Quarterly Journal of the Royal Astronomical Society, v.26, Published for the Royal Astronomical Society by Blackwell Science
7. ↑  «Delegación Rusa busca revivir observatorio de cerro El Roble». Consultado el 24 de noviembre de 2013.
8. ↑  Schmadel, Lutz D. (2003). Dictionary of minor planet names (en inglés). Springer. p. 159. ISBN 3-540-00238-3. Consultado el 11 de diciembre de 2011.
9. ↑  «Mountainbike en el "Cerro El Roble"». Archivado desde el original el 4 de marzo de 2016. Consultado el 7 de mayo de 2012.
10. ↑  «Santuario de la Naturaleza Cerro el Roble: los malos cuidados que ocasionaron su cierre al público.». Ladera Sur. Consultado el 16 de noviembre de 2021.

Bibliografía
- C. Michael Hogan. 2008. Chilean Wine Palm: Jubaea chilensis, GlobalTwitcher.com, ed. N. Stromberg
- Royal Astronomical Society. 1985. The Quarterly Journal of the Royal Astronomical Society, v.26, Published for the Royal Astronomical Society by Blackwell Science